# Mercedes-Benz W209
Mercedes-Benz W209 (eller Mercedes-Benz CLK-klass) är en personbil, tillverkad av den tyska biltillverkaren Mercedes-Benz mellan 2002 och 2010.
Versioner:
| Modell                 | Årsmodell | Motor                      | Cylindervolym | Effekt | Bränslesystem                  |
| ---------------------- | --------- | -------------------------- | ------------- | ------ | ------------------------------ |
| CLK200 Kompressor      | 2002-06   | M271: 4-cyl radmotor dohc  | 1796 cm³      | 163 hk | Bränsleinsprutning, kompressor |
| CLK200 CGI             | 2002-05   | M271: 4-cyl radmotor dohc  | 1796 cm³      | 170 hk | Bränsleinsprutning, kompressor |
| CLK240                 | 2002-05   | M112: 6-cyl V-motor ohc    | 2597 cm³      | 170 hk | Bränsleinsprutning             |
| CLK270 CDI             | 2002-05   | OM612: 5-cyl radmotor dohc | 2685 cm³      | 170 hk | Common rail turbodiesel        |
| CLK320                 | 2002-05   | M112: 6-cyl V-motor ohc    | 3199 cm³      | 218 hk | Bränsleinsprutning             |
| CLK500                 | 2002-05   | M113: 8-cyl V-motor ohc    | 4966 cm³      | 306 hk | Bränsleinsprutning             |
| CLK55 AMG              | 2002-06   | M113: 8-cyl V-motor ohc    | 5439 cm³      | 367 hk | Bränsleinsprutning             |
| CLK DTM AMG            | 2005-06   | M113: 8-cyl V-motor ohc    | 5439 cm³      | 582 hk | Bränsleinsprutning, kompressor |
| CLK220 CDI             | 2006-10   | OM646: 4-cyl radmotor dohc | 2148 cm³      | 150 hk | Common rail turbodiesel        |
| CLK280                 | 2006-10   | M272: 6-cyl V-motor dohc   | 2996 cm³      | 231 hk | Bränsleinsprutning             |
| CLK320 CDI             | 2006-10   | OM642: 6-cyl V-motor dohc  | 2987 cm³      | 224 hk | Common rail turbodiesel        |
| CLK350                 | 2006-10   | M272: 6-cyl V-motor dohc   | 3498 cm³      | 272 hk | Bränsleinsprutning             |
| CLK500                 | 2006-09   | M273: 8-cyl V-motor ohc    | 5461 cm³      | 387 hk | Bränsleinsprutning             |
| CLK200 Kompressor      | 2007-10   | M271: 4-cyl radmotor dohc  | 1796 cm³      | 184 hk | Bränsleinsprutning, kompressor |
| CLK63 AMG              | 2007-10   | M156: 8-cyl V-motor dohc   | 6208 cm³      | 481 hk | Bränsleinsprutning             |
| CLK63 AMG Black Series | 2008-09   | M156: 8-cyl V-motor dohc   | 6208 cm³      | 507 hk | Bränsleinsprutning             |

## Bilder

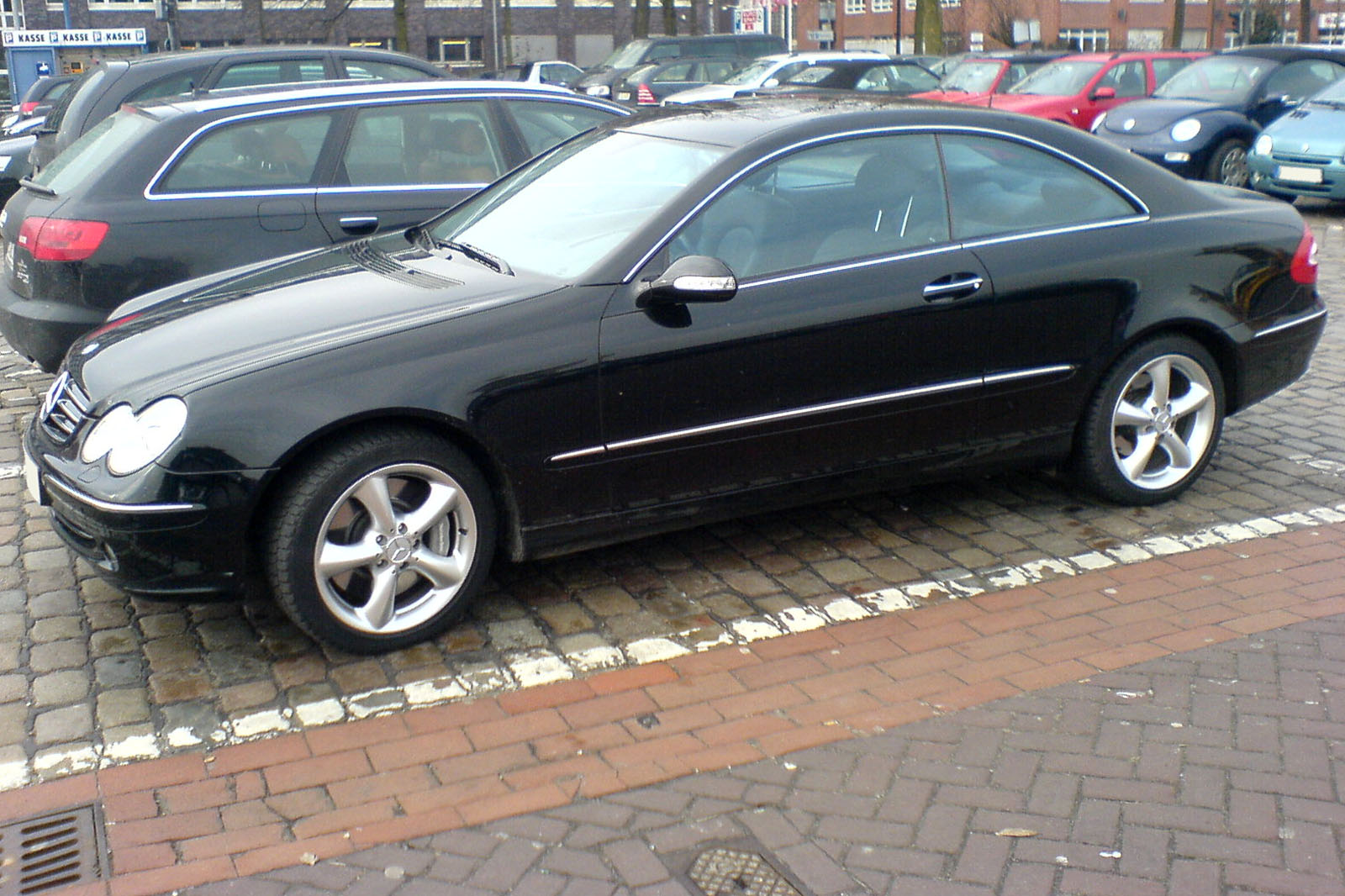
C209 coupé
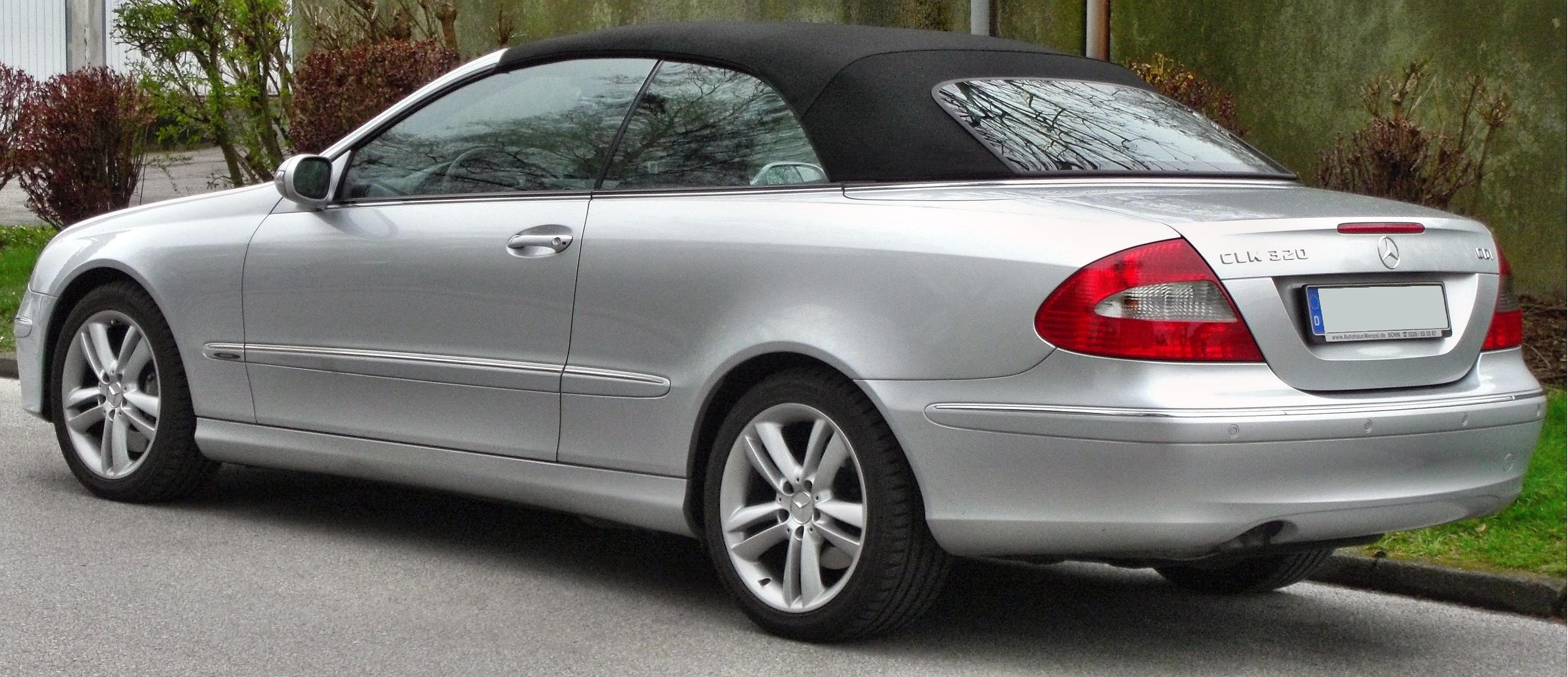
A209 cabriolet
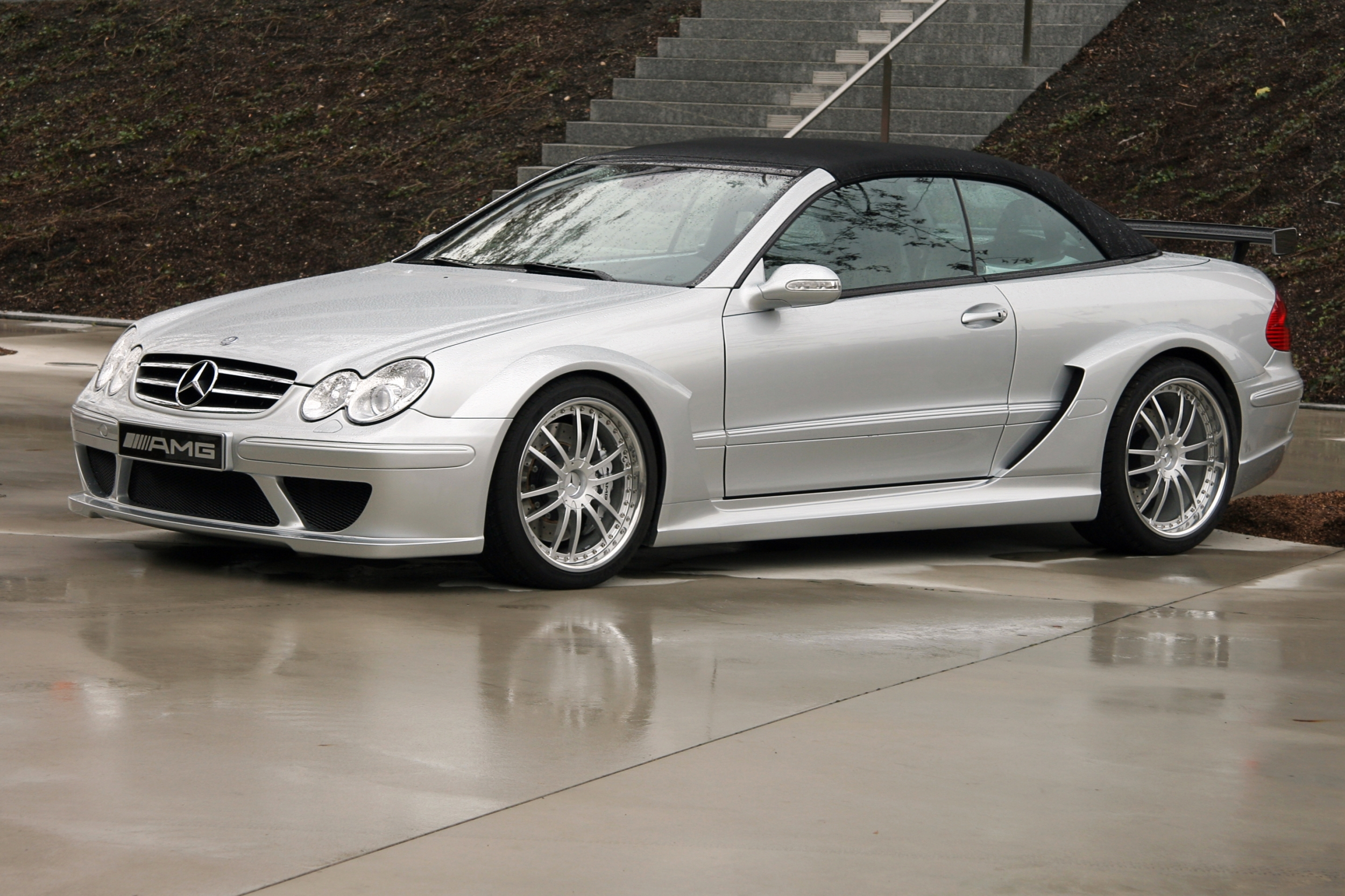
CLK DTM Cabriolet
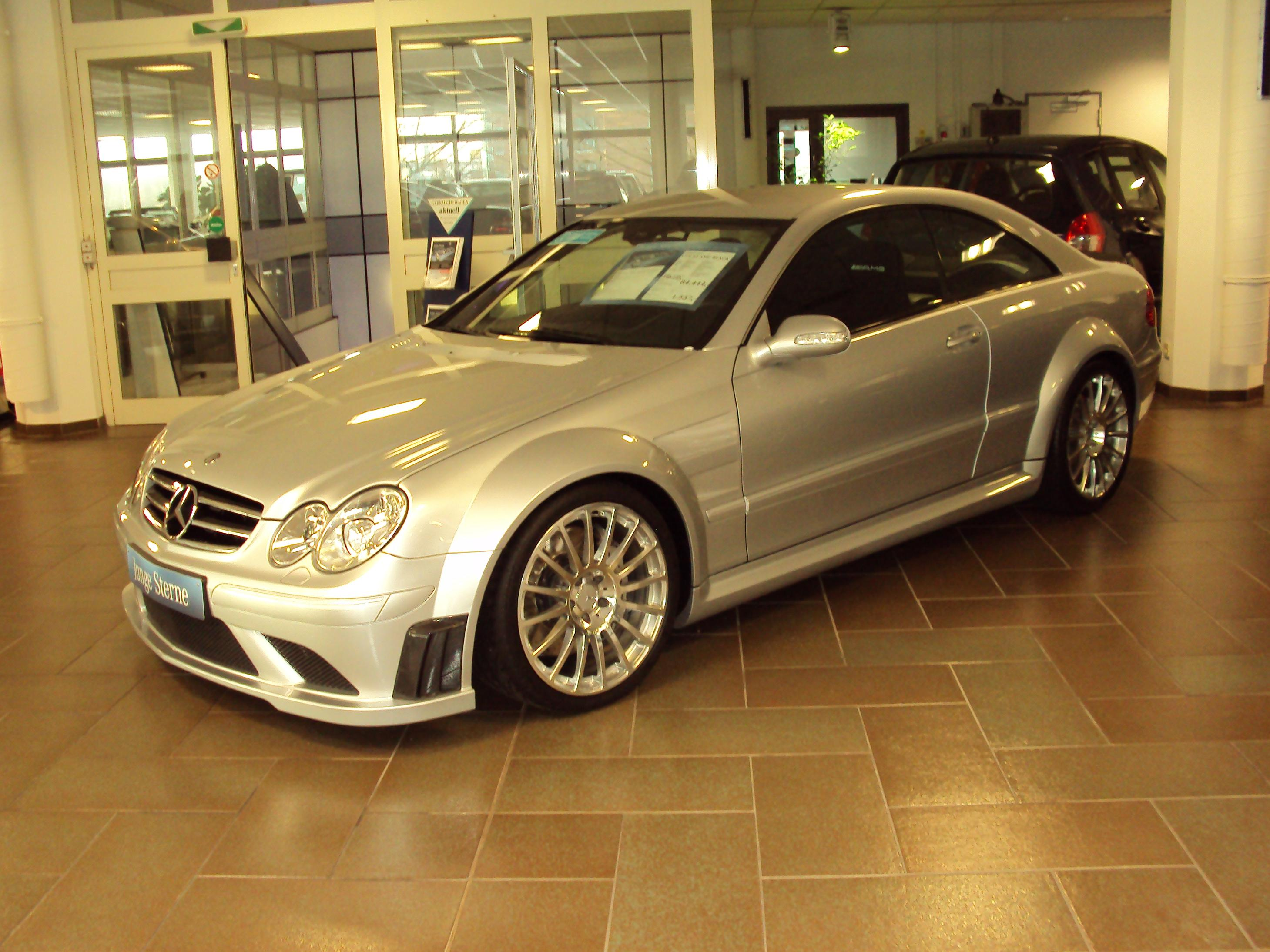
CLK63 AMG Black Series
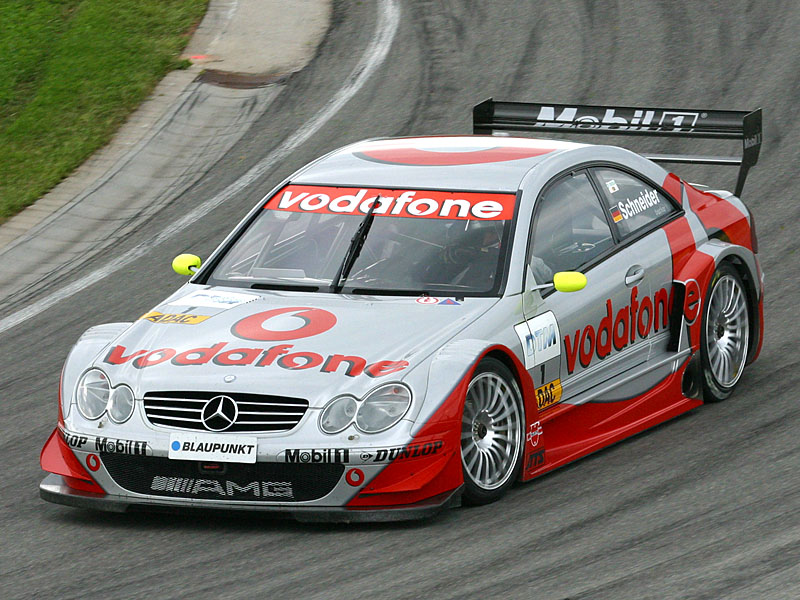
C209 i DTM